# Borsuky (Kremenez)
Borsuky (ukrainisch Борсуки; russisch Барсуки Barsuki, polnisch Borsuki) ist ein Dorf im Rajon Kremenez der Oblast Ternopil im Westen der Ukraine etwa 8 Kilometer westlich der ehemaligen Rajonshauptstadt Laniwzi und 46 Kilometer nordöstlich der Oblasthauptstadt Ternopil an der Horyn (hier zum Borsuky-Stausee aufgestaut) gelegen.

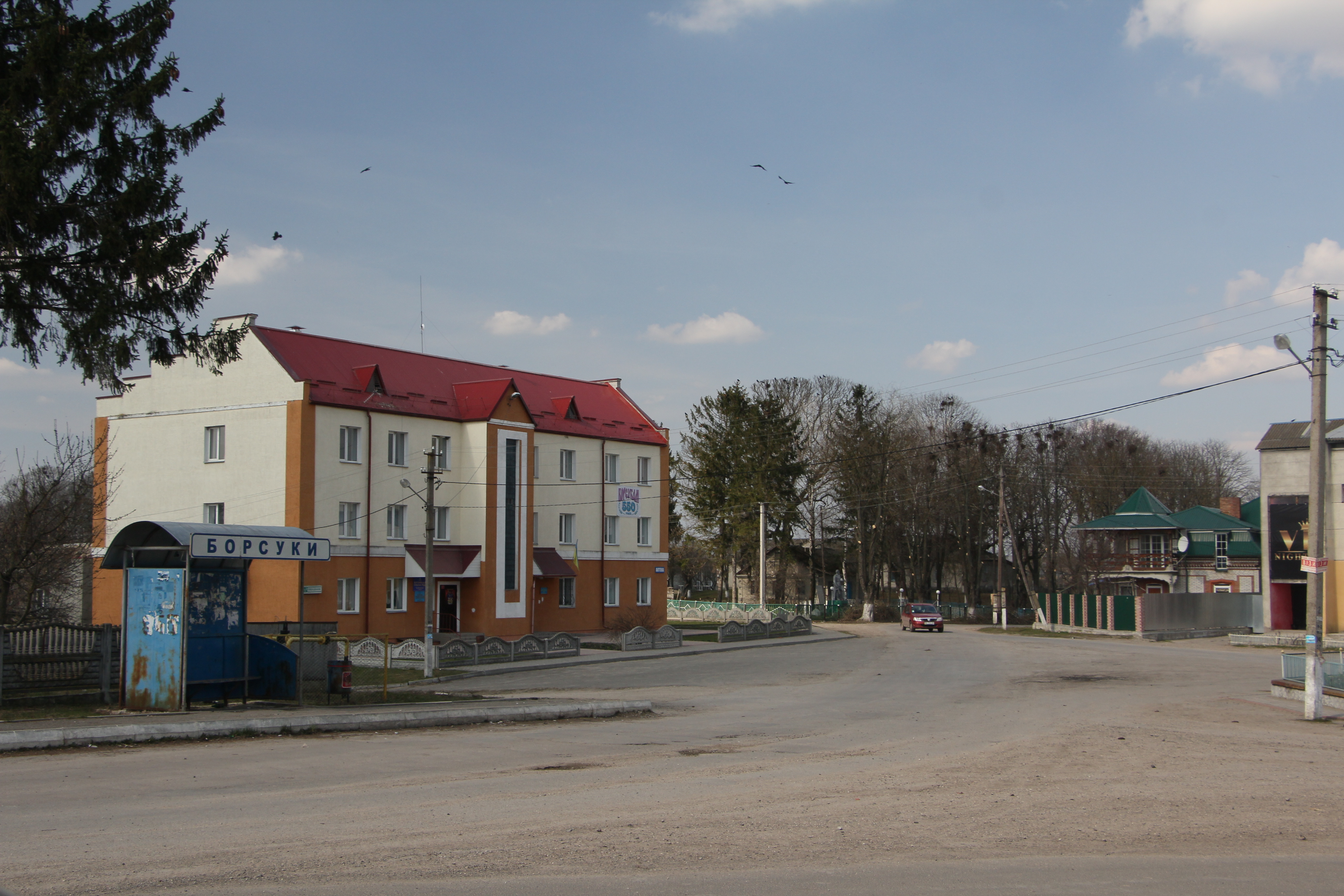
Blick aufs Ortszentrum

## Geschichte
Der Ort wurde 1463 zum ersten Mal schriftlich erwähnt und gehörte zunächst zur Adelsrepublik Polen-Litauen (in der Woiwodschaft Wolhynien).  Mit den Teilungen Polens fiel der Ort an das Russische Reich und lag bis zum Ende des Ersten Weltkriegs im Gouvernement Wolhynien.
Nach dem Ende des Ersten Weltkrieges kam der Ort zu Polen (als Borsuki in die Woiwodschaft Wolhynien, Powiat Krzemieniec, Gmina Łanowce), wurde im Zweiten Weltkrieg 1939 bis 1941 von der Sowjetunion und dann bis 1944 von Deutschland besetzt. Dieses gliederte den Ort in das Reichskommissariat Ukraine ein.
Nach dem Ende des Krieges wurde der Ort der Sowjetunion zugeschlagen, dort kam das Dorf zur Ukrainischen SSR und ist seit 1991 ein Teil der heutigen Ukraine.

## Verwaltungsgliederung
Am 13. September 2016 wurde das Dorf zum Zentrum der neugegründeten Landgemeinde Borsuky (Борсуківська сільська громада Borsukiwska silska hromada). Zu dieser zählen auch noch die 5 Dörfer Borschtschiwka, Napadiwka, Peredmirka, Syniwzi und Welyki Kuskiwzi, bis dahin bildete es zusammen mit den Dörfern Napadiwka und Syniwzi die gleichnamige Landratsgemeinde Borsuky (Борсуківська silska рада/Borsukiwska silska rada) im Nordwesten des Rajons Laniwzi.
Am 12. Juni 2020 kamen noch weitere 5 in der untenstehenden Tabelle aufgelistetenen Dörfer zum Gemeindegebiet.
Seit dem 17. Juli 2020 ist sie ein Teil des Rajons Kremenez.
Folgende Orte sind neben dem Hauptort Borsuky Teil der Gemeinde:
| Name                     | Name            | Name                                 | Name             | Name |
| ukrainisch transkribiert | ukrainisch      | russisch                             | polnisch         |      |
| ------------------------ | --------------- | ------------------------------------ | ---------------- | ---- |
| Borschtschiwka           | Борщівка        | Борщовка (Borschtschowka)            | Borszczówka      |      |
| Mala Snihuriwka          | Мала Снігурівка | Малая Снегуровка (Malaja Snegurowka) | Oryszkowce       |      |
| Manewe                   | Маневе          | Маневое (Manewoje)                   | Maniów           |      |
| Napadiwka                | Нападівка       | Нападовка (Napadowka)                | Napadówka        |      |
| Peredmirka               | Передмірка      | Передмирка                           | Peredmirka       |      |
| Pischtschatynzi          | Піщатинці       | Пищатинцы (Pischtschatinzy)          | Piszczatyńce     |      |
| Snihuriwka               | Снігурівка      | Снегуровка (Snegurowka)              | Śnihorówka       |      |
| Syniwzi                  | Синівці         | Синевцы (Sinewzy)                    | Siniowce         |      |
| Tschajtschynzi           | Чайчинці        | Чайчинцы (Tschaitschinzy)            | Czajczyńce       |      |
| Welyki Kuskiwzi          | Великі Кусківці | Великие Кусковцы (Welikije Kuskowzy) | Kuśkowce Wielkie |      |